# Championnats du monde de gymnastique aérobic 2000
Navigation
Édition précédente Édition suivante
Les championnats du monde de gymnastique aérobic 2000, sixième édition des championnats du monde de gymnastique aérobic, ont eu lieu du 2 au 4 juin 2000 à Riesa, en Allemagne. Les épreuves individuelles sont remportées par l'Espagnol Jonathan Canada chez les hommes et par la Roumaine Izabela Lăcătuș chez les femmes.

## Résultats

### Individuel femmes
| Rang | Gymnaste           | Pays         | Points |
| ---- | ------------------ | ------------ | ------ |
|      | Izabela Lăcătuș    | Roumanie     | 19.05  |
|      | Isamara Secati     | Brésil       | 18.90  |
|      | Ludmila Kovatcheva | Bulgarie     | 18.65  |
| 4    | Monica Hontoria    | Espagne      | 18.50  |
| 5    | Sanda Arriagada    | Chili        | 18.20  |
| 6    | Yuriko Ito         | Japon        | 17.75  |
| 7    | Me-Hee Kang        | Corée du Sud | 17.75  |
| 8    | Giovanna Lecis     | Italie       | 17.60  |
| 9    | Janka Daubner      | Allemagne    | 17.25  |

### Individuel hommes
| Rang | Gymnaste                  | Pays         | Points |
| ---- | ------------------------- | ------------ | ------ |
|      | Jonatan Canada            | Espagne      | 19.00  |
|      | Kwang-Soo Park            | Corée du Sud | 18.60  |
|      | Claudiu Moldovan          | Roumanie     | 18.30  |
| 4    | Stanislav Marchenkov      | Russie       | 18.30  |
| 5    | Grégory Alcan             | France       | 18.25  |
| 6    | Halldör Birgir Johannsson | Islande      | 18.25  |
| 7    | Stuart Fisher             | Australie    | 17.30  |
| 8    | Norbert Boros             | Hongrie      | 17.05  |
| 9    | Julian Drescher           | Allemagne    | 15.55  |

### Couples
| Rang | Gymnastes                           | Pays         | Points |
| ---- | ----------------------------------- | ------------ | ------ |
|      | Tatiana Soloviova, Vladislav Oskner | Russie       | 19.85  |
|      | Izabela Lăcătuș, Remus Nicolai      | Roumanie     | 19.15  |
|      | Young-Han Choi, In-Young Choi       | Corée du Sud | 18.85  |
| 4    | Galina Lazarova, Marian Kolev       | Bulgarie     | 18.45  |
| 5    | Stéphane Brecard, Rachel Muller     | France       | 18.25  |
| 6    | Sandra Arriagada, Jaime Salgado     | Chili        | 17.90  |
| 7    | Melisa Hermoso, Israel Carrasco     | Espagne      | 17.55  |
| 8    | Marina Lopez, Arley Marques         | Brésil       | 16.75  |
| 9    | Anke Beranek, Klaus Haeberle        | Allemagne    | 14.10  |

### Trio
| Rang | Gymnastes                                               | Pays         | Points |
| ---- | ------------------------------------------------------- | ------------ | ------ |
|      | Dorel Mois, Claudiu Moldovan, Remus Nicolai             | Roumanie     | 19.05  |
|      | In-Young Choi, Young-Han Choi, Ki-Sung Kim              | Corée du Sud | 18.366 |
|      | Vasily Cozirev, Victor Sichov, Sergei Ivanov            | Russie       | 18.20  |
| 4    | Rodrigo Martins, Ibsen Nogueira, Admilson Vitorio       | Brésil       | 18.20  |
| 5    | Ludmila Kovatcheva, Krassimira Dotzeva, Galina Lazarova | Bulgarie     | 18.105 |
| 6    | Jaime Salgado, Jean Paul Olivares, Cristian Olivares    | Chili        | 18.05  |
| 7    | Olivier Salvan, Grégory Alcan, Xavier Julien            | France       | 17.95  |
| 8    | Luciano Jantus, Fernando Rolla, Fillon Jorge Alfredo    | Argentine    | 17.55  |
| 9    | Mandy Skroch, Jana Radtke, Danalia Schroeter            | Allemagne    | 15.347 |

## Tableau des médailles
| Rang | Nation       | Or | Argent | Bronze | Total |
| ---- | ------------ | -- | ------ | ------ | ----- |
| 1    | Roumanie     | 2  | 1      | 1      | 4     |
| 2    | Russie       | 1  | 0      | 1      | 2     |
| 3    | Espagne      | 1  | 0      | 0      | 1     |
| 4    | Corée du Sud | 0  | 2      | 1      | 3     |
| 5    | Brésil       | 0  | 1      | 0      | 1     |
| 6    | Bulgarie     | 0  | 0      | 1      | 1     |